# إيمي نيكسون
إيمي نيكسون هي محامية كندية، ولدت في 29 سبتمبر 1977 في ساسكاتون في كندا.

## وصلات خارجية
- إيمي نيكسون على موقع الاتحاد الدولي للكرلنغ (الإنجليزية)
- إيمي نيكسون على موقع أوليمبيديا (الإنجليزية)
- إيمي نيكسون على موقع اللجنة الأولمبية الكندية (الإنجليزية)